# Aeologramma picatum
Aeologramma picatum är en fjärilsart som beskrevs av Butler 1892. Aeologramma picatum ingår i släktet Aeologramma och familjen nattflyn. Inga underarter finns listade i Catalogue of Life.